# Сеуде (Салерно)
Сеуде је насеље у Италији у округу Салерно, региону Кампанија.
Према процени из 2011. у насељу је живело 35 становника. Насеље се налази на надморској висини од 112 м.